# Primitive (Neil Diamond)
Primitive è il sedicesimo album discografico in studio del cantautore statunitense Neil Diamond, pubblicato nel 1984. L'album vede la partecipazione di George Doering.

## Tracce
Lato 1
1. Turn Around – 3:45 (Burt Bacharach, Neil Diamond, Carole Bayer Sager)
2. Primitive – 4:27 (Neil Diamond)
3. Fire on the Tracks – 3:07 (Neil Diamond)
4. Brooklyn on a Saturday Night – 3:41 (Neil Diamond)
5. Sleep With Me Tonight – 3:42 (Burt Bacharach, Neil Diamond, Carole Bayer Sager)
6. Crazy – 3:41 (Burt Bacharach, Neil Diamond, Carole Bayer Sager)

Lato 2
1. My Time With You – 4:29 (Tom Hensley, Alan Lindgren)
2. Love's Own Song – 3:32 (Sam Cole, Doug Rhone)
3. It's a Trip (Go for the Moon) – 2:49 (Neil Diamond)
4. You Make It Feel Like Christmas – 3:58 (Neil Diamond)
5. One by One – 2:37 (Neil Diamond)